# Marine Corps Air Station El Toro
La Marine Corps Air Station El Toro (OACI : KNZJ, FAA LID : NZJ) était une base aérienne du Corps des Marines des États-Unis située près d'Irvine, en Californie. Avant son démantèlement en 1999, elle était le siège de l'aviation du corps des Marines sur la côte ouest, sur une superficie de 19 km2 Désignée comme Master Jet Station, ses quatre pistes (deux de 8 000 pieds (2 400 m) et deux de 10 000 pieds (3 000 m)) pouvaient accueillir les plus gros avions de l'inventaire militaire américain. Pendant qu'elle était en activité, tous les présidents américains de l'après-guerre ont atterri dans Air Force One sur cet aérodrome. L'écusson « Flying Bull » d'El Toro a été conçu par les studios Walt Disney en 1944. Il est resté pratiquement inchangé jusqu'à la fermeture de la base. Après son démantèlement, le site a été utilisé comme lieu de tournage, y compris la piste d'essai pour la version américaine de la franchise Top Gear de la BBC. Environ 530 hectares de terrain, occupés à l'origine par la base aérienne, ont été convertis en un grand centre de loisirs, l'Orange County Great Park (en), tandis que le reste a été réaménagé pour le développement résidentiel et commercial,.